# Temple des millions d'années d'Aÿ et Horemheb
Le temple des millions d'années d'Aÿ et Horemheb est le temple funéraire des pharaons Aÿ et Horemheb. Situé dans l'ancienne Thèbes, ce monument est aujourd'hui presque entièrement détruit.

## Description
Le temple des millions d'années d'Aÿ et Horemheb est un temple de l'Égypte antique situé dans la nécropole thébaine, sur la rive ouest du Nil. Il se situe à Médinet Habou, juste au nord du temple funéraire de Ramsès III.
Le complexe funéraire fut édifié sur un terrain en pente : le sol à l'arrière du bâtiment se situe huit mètres plus haut qu'à l'avant. Comme souvent dans ce genre d'édifice, le temple lui-même construit en pierre, ici en grès, tandis que la brique crue fut utilisée pour les parties annexes. Le temple s'organisait en trois cours successives flanquées de pylônes, d'une cour péristyle, de plusieurs salles et chambres hypostyles et enfin du sanctuaire. Un petit palais était aussi présent dans la troisième cour.

## Histoire
Ce temple des millions d'années a été bâti sous le règne du pharaon Aÿ afin d'assurer le culte du roi après sa mort. Il est situé à l'extrémité sud de l'alignement des temples funéraires royaux du Nouvel Empire, le long de la voie processionnelle de la Belle fête de la vallée. Le bâtiment a été construit près du petit temple d'Amon de Médinet Habou et du temple des millions d'années d'Amenhotep III et en face du Temple de Louxor (sur l'autre rive du Nil), possiblement afin de montrer l'attachement d'Aÿ au culte d'Amon nouvellement restauré et sa proximité avec Amenhotep III et la famille royale de la XVIIIe dynastie égyptienne. Cependant, le temple mortuaire d'Aÿ fut usurpé après sa mort par son successeur, le pharaon Horemheb. Toute trace du nom de Aÿ fut effacée et le bâtiment, nommé à l'origine "Château de Khéperkhéperourê-Iri-Maât" fut renommé en "Château de Djeserkheperure-Setepenre". Par ailleurs, Horemheb acheva la construction du complexe funéraire.
Plus d'un siècle après la mort d'Aÿ et Horemheb, l'immense temple des millions d'années de Ramsès III fut construit au sud du temple funéraire d'Horemheb, englobant le petit temple d'Amon de Médinet Habou et bordant complètement l'enceinte sud du temple d'Aÿ et Horemheb. Le culte d'Horemheb y était encore vraisemblablement assuré à cette époque.

## Le Temple de Toutankhamon?
La découverte de statues colossales du pharaon Toutânkhamon (le prédécesseur d'Aÿ) dans les ruines du temple d'Aÿ et Horemheb a suggéré l'idée que le bâtiment puisse avoir été le temple des millions d'années de Toutânkhamon. L'existence d'un temple funéraire de Toutânkhamon à Thèbes-ouest est en effet attestée par diverses sources archéologiques,. Les deux statues en question portaient à l'origine le nom d'Aÿ et ont ensuite été usurpées par Horemheb. Néanmoins, le style des statues, avec leurs caractéristiques propres à la période amarnienne, indique qu'elles ont été vraisemblablement sculptées avant le règne d'Aÿ et ont ainsi été attribuées à Toutânkhamon. On pense que ces statues ont été commandées par Toutânkhamon pour son propre temple funéraire et achevées après le décès prématuré du jeune roi, et donc récupérées ensuite par Aÿ. Quoi qu'il en soit, la présence du nom d'Aÿ sur les pierres de fondation du temple des millions d'années d'Aÿ et Horemheb confirme que le bâtiment a bien été construit pour Aÿ, même si celui-ci ou Horemheb ont pu réutiliser des éléments du temple de Toutânkhamon. Probablement détruit par Horemheb, le temple funéraire de Toutânkhamon n'a jamais été retrouvé. Les recherches des vestiges de cet édifice à proximité du temple d'Aÿ et Horemheb a conduit à la découverte de la cité perdue d'Aton en 2021,.